# تپه اردوگاه
تپه اردوگاه مربوط به دوره اشکانیان - دوره ساسانیان است و در شهرستان مشگین‌شهر، بخش مرکزی، دهستان مشکین غربی، روستای ساطی واقع شده و این اثر در تاریخ ۲۸ اسفند ۱۳۸۵ با شمارهٔ ثبت ۱۹۰۰۵ به‌عنوان یکی از آثار ملی ایران به ثبت رسیده است.